# Friedrich Fittica
Friedrich Bernhard Fittica (* 10. März 1850 in Amsterdam; † 23. April 1912 in Marburg) war ein Chemiker.
Als Sohn deutscher Eltern besuchte er in Ostfriesland die Schule und lernte dort Apotheker. Später studierte er Chemie an der Universität Leipzig bei Wiedemann und Hermann Kolbe, wo er 1873 promovierte. In den Jahren 1874/1875 wirkte er als Lehrer am Chemischen Institut des Stuttgarter Polytechnikums, einer Vorläufereinrichtung der heutigen Universität Stuttgart. Ab 1875 war er erster Assistent am chemischen Institut der Universität Marburg, wo er sich 1876 habilitierte. 1884 wurde er in Marburg außerordentlicher Professor.
Von 1876 bis 1886 veröffentlichte er kritische Untersuchungen der strukturchemischen Theorien A. Kekules. Sein Arbeitsgebiet war die Isomerie bei di- und trisubstituierten Benzolderivaten. Seine neueren Untersuchungen galten der angeblichen Überführung der Oxalsäure in Chlor (Göttingen 1904). In seinen letzten Arbeiten beschäftigte er sich besonders mit der Frage der Umwandlung der Elemente auf Grund der neuesten chemischen Theorien. So untersuchte er unter anderen die Umwandlung von Aluminium in Beryllium und Thallium.
Von 1877 bis 1900/1906 gab Fittica den von Liebig und Kopp begründeten Jahresbericht über die Fortschritte der Chemie und Verwandter Teile anderer Wissenschaften heraus. Am 12. April 1891 wurde er in die Leopoldina aufgenommen. Als Dichter ist er mit mehreren dramatischen Werken und mit zwei Sammlungen lyrischer Gedichte hervorgetreten.